# Isla Turners
Isla Turners, ibland benämnd Isla Tornero, är en ö i Mexiko. Den hör till kommunen Hermosillo i delstaten Sonora, i den nordvästra delen av landet och ligger strax söder om den betydligt större ön Tiburón. Arean är 1,4 kvadratkilometer.